# Eleccions presidencials de Gàmbia de 2006
El 22 de setembre de 2006 es van celebrar eleccions presidencials a Gàmbia. El president Yahya Jammeh va ser reelegit amb el 67,3% dels vots. Ousainou Darboe, que va quedar segon amb el 27% dels vots, va rebutjar els resultats oficials, afirmant que les eleccions no havien estat lliures i justes i que s'havia produït una intimidació generalitzada dels votants.

## Sistema electoral
En les 989 cabines electorals es van utilitzar bales, que s'introduïen en els bombos dels candidats en lloc de paperetes, a causa de l'elevada taxa d'analfabetisme. El sistema de bales només s'utilitza a Gàmbia, on s'empra des de 1965.